# 林樯
林檣（？—？），字宜煥，號秋潭，福建興化府莆田縣人，民籍，明朝政治人物。

## 生平
正德八年（1513年）癸酉科福建鄉試第四十一名舉人，九年（1514年）甲戌科三甲第一百七十名進士。授建昌縣知縣，升南京戶部主事，疏議明世宗像不合制降調，官至長沙府同知。

## 家族
曾祖林體遜；祖父林瑄；伯父林孟和，成化二年進士；父林照，字仲旭，弘治五年舉人。